# Aramis Ramírez

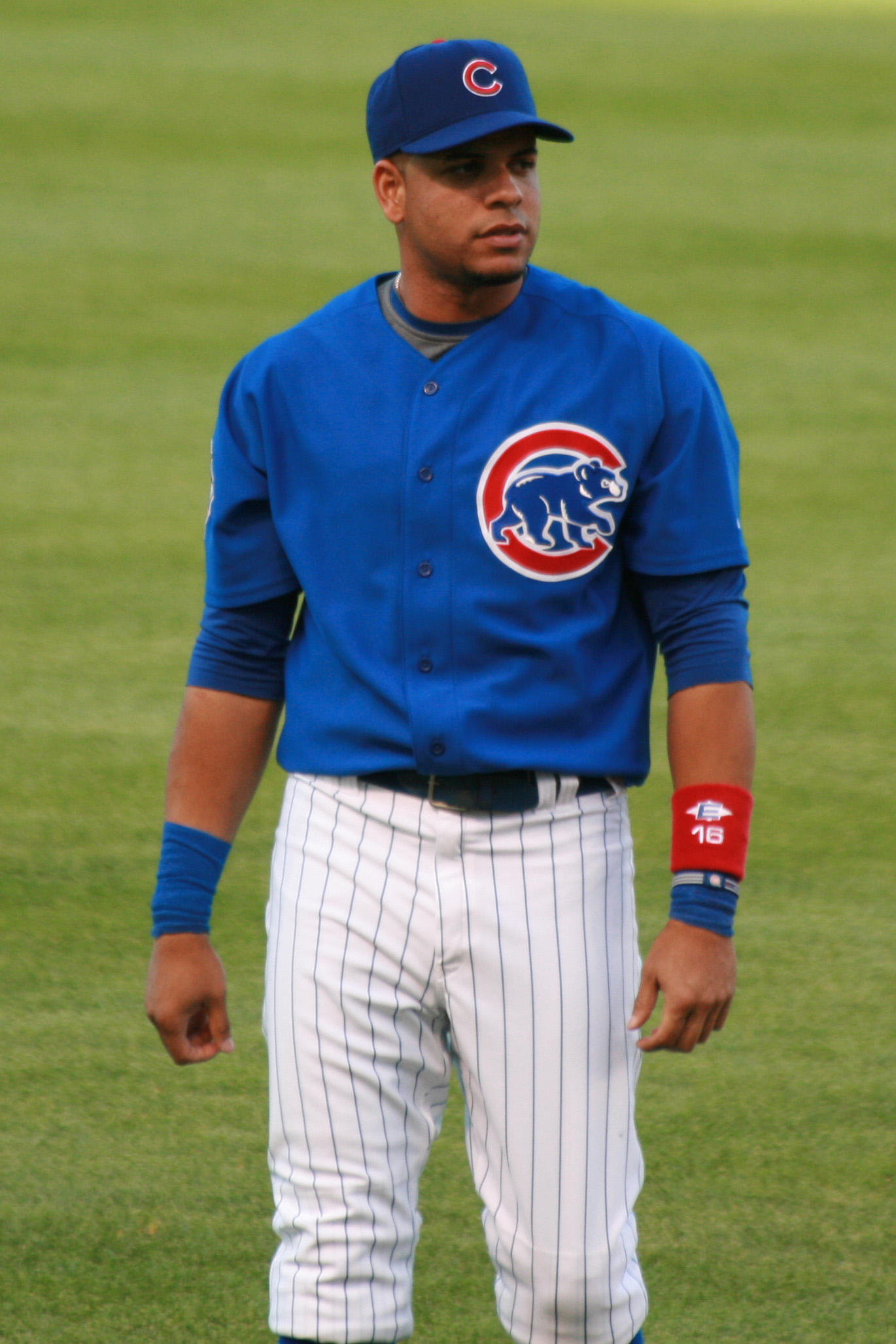
Aramis Ramírez i Chicago Cubs dräkt 2008.

Aramis Nin Ramírez, född den 25 juni 1978 i Santo Domingo, är en dominikansk före detta professionell basebollspelare som spelade 18 säsonger i Major League Baseball (MLB) 1998–2015. Ramírez var tredjebasman.
Ramírez spelade för Pittsburgh Pirates (1998–2003), Chicago Cubs (2003–2011), Milwaukee Brewers (2012–2015) och Pittsburgh Pirates igen (2015). Totalt spelade han 2 194 matcher med ett slaggenomsnitt på 0,283, 386 homeruns och 1 417 RBI:s (inslagna poäng).
Bland Ramírez meriter kan nämnas att han togs ut till tre all star-matcher (2005, 2008 och 2014) samt att han vann en Hank Aaron Award (2008) och en Silver Slugger Award (2011).